# Завет-Ленинский сельский совет
Завет-Ленинский сельский совет (укр. Завіто-Ленінська сільська рада, крымскотат. Küçük Alqalı köy şurası) — согласно законодательству Украины — административно-территориальная единица в Джанкойском районе Автономной Республики Крым, расположенная в северной части Джанкойского района, в степной зоне полуострова, в присивашье. Население по переписи 2001 года — 4580 человек.
К 2014 году в состав сельсовета входило 6 сёл:
- Завет-Ленинский
- Зелёный Яр
- Мартыновка
- Мелководное
- Пушкино
- Солонцовое

## История
Завет-Ленинский сельский совет был образован в 1958 году в составе Крымской области УССР. На 15 июня 1960 года в составе совета числились населённые пункты:

| - Глинное - Завет-Ленинский - Зелёный Яр - Комсомольское - Мартыновка | - Маслово - Мелководное - Минино - Пушкино | - Серебрянка - Солонцовое - Субботник - Чирки |

К 1968 году был упразднён посёлок Серебрянка, в 1972 году из состава совета выделен Масловский сельский совет с селами Маслово, Комсомольское и Субботник, к 1977 году ликвидированы Глинное и Чирки и совет обрёл современный состав. С 12 февраля 1991 года сельсовет в восстановленной Крымской АССР, 26 февраля 1992 года переименованной в Автономную Республику Крым. С 21 марта 2014 года в составе Крыма аннексирован Россией. Законом «Об установлении границ муниципальных образований и статусе муниципальных образований в Республике Крым» от 4 июня 2014 года территория административной единицы была объявлена муниципальным образованием со статусом сельского поселения.